# Орехов, Виктор Петерович

1938/1939 г., встреча Орехова и Улманиса

В. Орехов, Puķkopība, 1935 г.

Виктор Петерович Орехов (латыш. Viktors Orehovs (Orechovs), 20 мая 1909, д. Глубокая, Псковская область — 6 февраля 1998) — ботаник, селекционер гладиолусов и лилий.

## Биография
Работал садовником в Приекуле, Руйиене, Резекне. С 1941 г. проживал в Екабпилсе, где создал садоводство.В 1941 году в национализированном и вымерзшем яблоневом саду он начал создавать Екабпилсское садоводство и поработал в нем 33 года. Селекционировал многие цветы – тюльпаны, флоксы, ирисы, нарциссы, гладиолусы, однако самыми любимыми были лилии. 
В истории Екабпилса значительным  в свое время фактом было создание сада гладиолусов и лилий на площади 3 га, что побудило назвать город восточноевропейской столицей гладиолусов и лилий.
Вывел 450 сортов гладиолусов и 300 сортов лилий, из которых 130 зарегистрированы в международных каталогах. Самые известные сорта гладиолусов Орехова — «Rita», «Brīvība», «Līgo vakars», «Sniega māte», «Jēkabpiliete», «Teiku valsts», сорта лилий — «Nakts tango» и «Saule». Вывел популярную группу тигровых лилий. Скрещивая трубчатые лилии с лилией Генри, он получил очень красивые и душистые сорта с трубчатой формой и уникальной для этой группы чисто-желтой окраской цветка.  Самой  выдающейся стала новая группа "Танго". Ее отличительной чертой является насыщенный крап в центре цветка. Первым появился сорт Naktc Tango, который  расцвел в 1985г.  Дальнейшую работу с группой "Танго" продолжил ученик В.Орехова Андрис Круминьш.

## Книги
Виктор Орехов автор 4 книг про лилии, в 1970 году вышла его первая книга, которая стала первой в своем роде.
- «Mirtes», 1934 г.
- «Puķkopība», 1935 г.
- «Istabas puķes», 1935 г.
- «Lilijas», 1970 г.

## Награды и признание
- Кавалер Ордена Трёх звезд (1996; вручал Г. Улманис).
- Почётный гражданин Екабпилса.

## Память
- Именем В. Орехова в Екабпилсе названа улица[3].